# Leonardo David
Leonardo David (Gressoney-Saint-Jean, 27 settembre 1960 – Gressoney-La-Trinité, 26 febbraio 1985) è stato uno sciatore alpino italiano, vincitore della Coppa Europa nel 1978.

## Biografia
Leonardo David era figlio di Davide, a sua volta sciatore alpino.

### Carriera sciistica

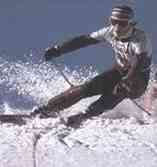
Leonardo David in gara

Specialista delle gare tecniche, ai Campionati italiani conquistò la medaglia d'argento nella combinata e quella di bronzo nella discesa libera nel 1977 e nella stessa stagione vinse la medaglia di bronzo nello slalom gigante agli Europei juniores di Kranjska Gora 1977; vinse quindi la Coppa Europa nella stagione 1977-1978, quando si aggiudicò anche la classifica di slalom speciale e fu 2º in quella di slalom gigante.
In Coppa del Mondo ottenne il primo podio, nonché primo piazzamento di rilievo, il 9 dicembre 1978 a Schladming in slalom gigante (3º), l'unica vittoria il 7 febbraio 1979 a Oslo in slalom speciale davanti allo svedese Ingemar Stenmark e allo statunitense Phil Mahre e l'ultimo piazzamento il 10 febbraio successivo a Åre in slalom gigante (7º); non prese parte a rassegne olimpiche o iridate.

#### Bilancio della carriera
Grande promessa dello sci italiano della fine degli anni 1970, era da molti considerato il possibile antagonista del fuoriclasse svedese Ingemar Stenmark e l'erede sportivo di Gustav Thöni. Pur avendo disputato poche gare in Coppa del Mondo riuscì a farsi notare sin dall'inizio, ottenendo podi sia in slalom gigante (Schladming), sia in slalom speciale (Kranjska Gora, Jasná, Oslo).

### L'incidente e la morte

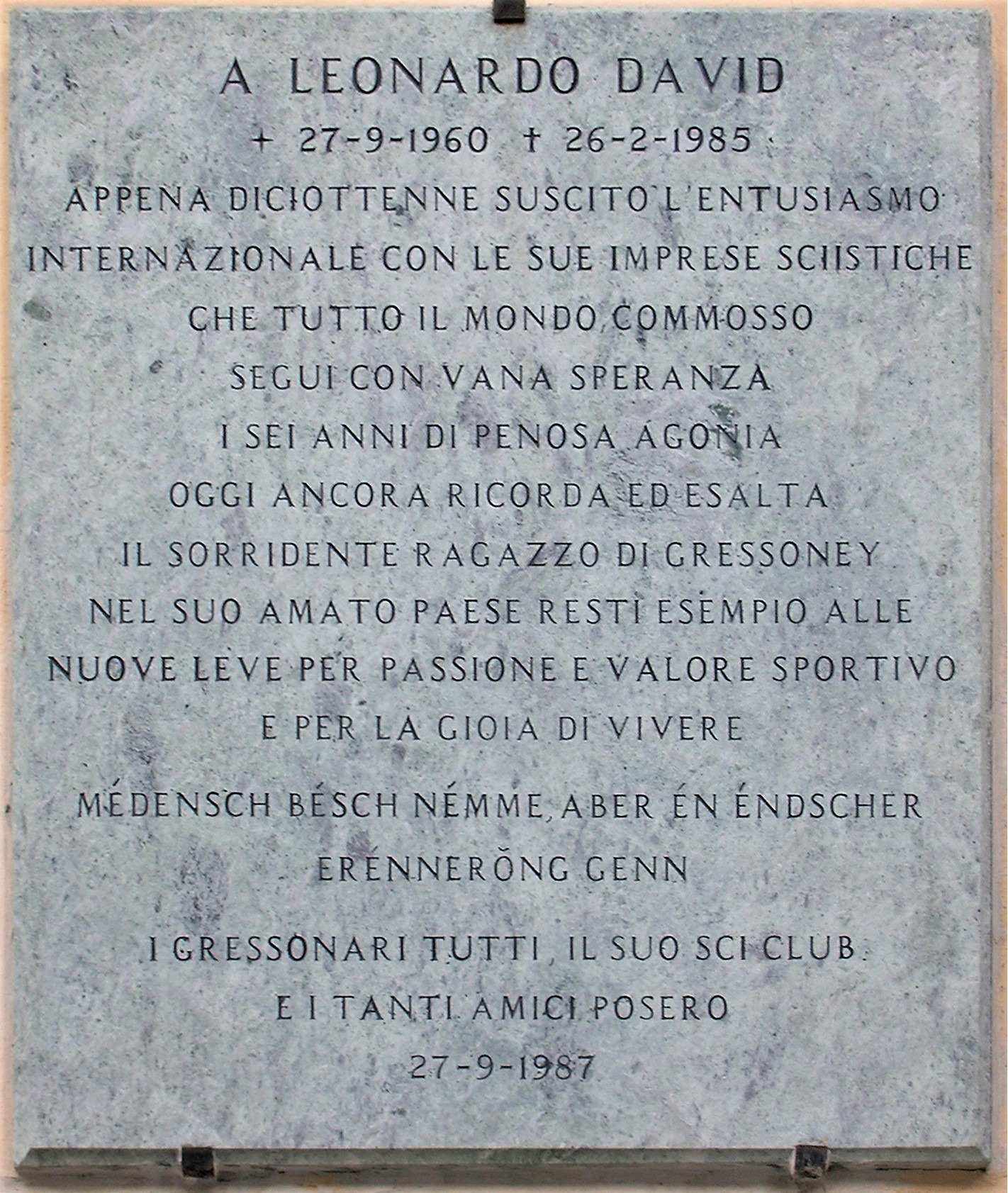
La placca posta in suo onore a Gressoney-La-Trinité.

Il 16 febbraio 1979, mentre stava disputando una prova di discesa libera a Cortina d'Ampezzo, David cadde battendo la testa sul ghiaccio. Subito sottoposto a visite mediche, avendo accusato disturbi di cefalea e vertigini, gli venne raccomandato di non disputare la seconda manche dello slalom speciale in programma l'indomani e di recarsi a Lecco per esami più approfonditi di natura neurologica. Sebbene le indagini mediche non avessero trovato nulla di rilevante, nei giorni seguenti continuò a sentirsi stordito e ad accusare disturbi vari: il compagno di squadra Paolo De Chiesa riferì che David non riusciva nemmeno ad allenarsi, poiché le vibrazioni prodotte dagli sci sul ghiaccio gli facevano venire mal di testa.
Ciononostante lo sciatore valdostano si presentò al via della discesa libera pre-olimpica di Lake Placid del 3 marzo 1979 (a Lake Placid si sarebbero tenute le Olimpiadi invernali del 1980): durante la prova, giunto nei pressi del traguardo, scivolò e cadde, battendo nuovamente il capo sulla neve. Riuscito a rialzarsi, attraversò il traguardo per poi crollare tra le braccia di Piero Gros. Subito ricoverato in ospedale, piombò in uno stato di "coma vigile" da cui non si riprese più. Fu sottoposto a diverse operazioni e cure dapprima negli Stati Uniti poi in Europa, in particolare a Innsbruck, le quali tuttavia non sortirono alcun effetto apprezzabile. David morì sei anni dopo.
Seguirono polemiche circa l'opportunità di fargli disputare quella discesa libera, in quanto non totalmente ripresosi dopo la recente caduta. La vicenda ebbe anche strascichi giudiziari, senza arrivare ad individuare alcuna responsabilità penale.

## Palmarès

### Europei juniores
- 1 medaglia[4][5]:
  - 1 bronzo (slalom gigante a Kranjska Gora 1977)

### Coppa del Mondo
- Miglior piazzamento in classifica generale: 11º nel 1979
- 4 podi:
  - 1 vittoria (in slalom speciale)
  - 1 secondo posto (in slalom speciale)
  - 2 terzi posti (1 in slalom gigante, 1 in slalom speciale)

#### Coppa del Mondo - vittorie
| Data            | Località | Paese    | Specialità |
| --------------- | -------- | -------- | ---------- |
| 7 febbraio 1979 | Oslo     | Norvegia | SL         |

Legenda:

SL = slalom speciale

### Coppa Europa
- Vincitore della Coppa Europa nel 1978[5]
- Vincitore della classifica di slalom speciale nel 1978[5]

### Campionati italiani
- 2 medaglie[3]:
  - 1 argento (combinata nel 1977)
  - 1 bronzo (discesa libera nel 1977)